# Ketiakh

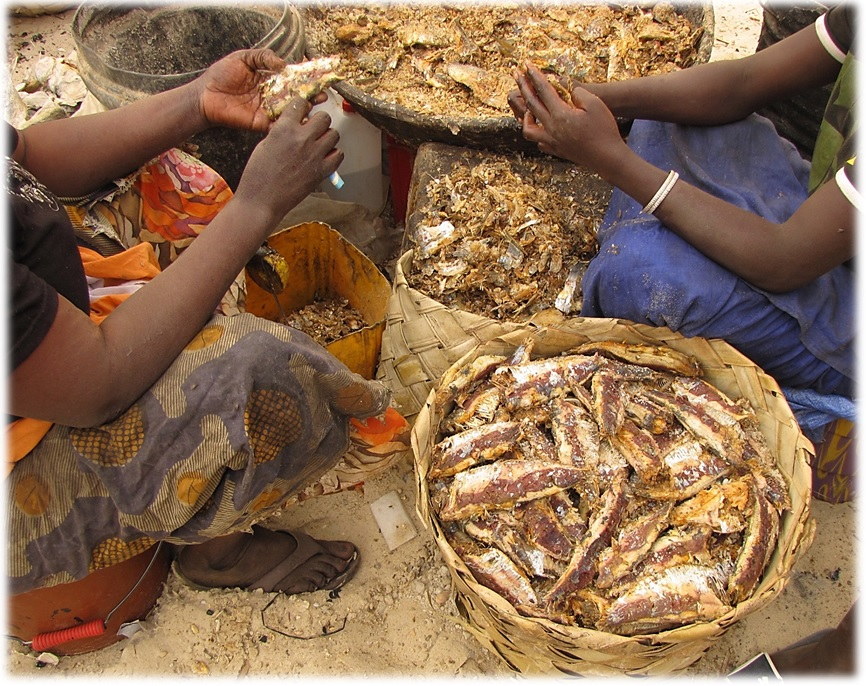
Salage du kéthiakh

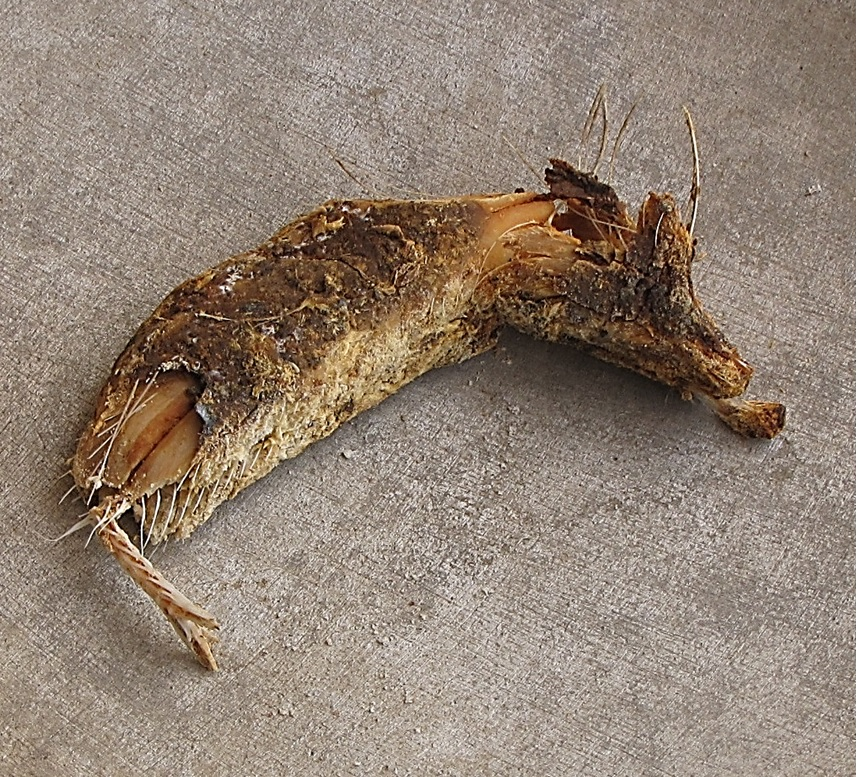
Poisson entier

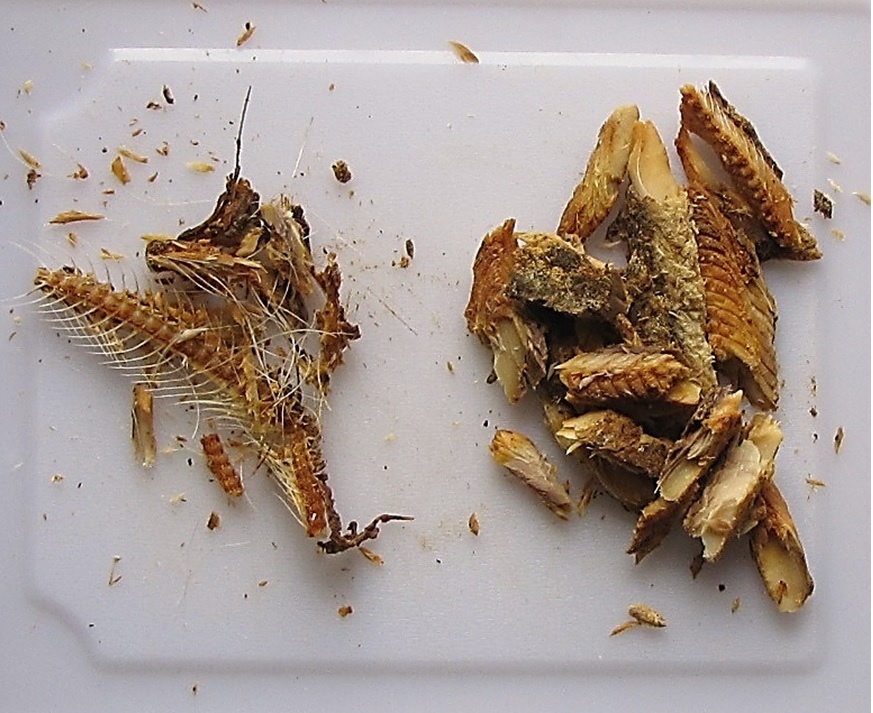
Enlèvement des arêtes avant cuisson

Le ketiakh (du wolof keccax) est du poisson braisé-salé-séché. C'est un aliment traditionnel très important au Sénégal et dans les pays de l'Afrique de l'Ouest. Il est surtout consommé par les agriculteurs de subsistance et par les personnes aux revenus modestes, particulièrement dans les communautés rurales.

## Préparation
Le poisson (sardinelles ou quelquefois ethmaloses) est braisé sans éviscération sur des fours à l'air libre ou à même le sol par un feu intense, mais de courte durée. Quand ils sont refroidis, les poissons sont écorchés, étêtés et la chair est séparée de l'arête. Ensuite, ils sont répartis sur des claies ou autres surfaces et saupoudrés de sel pour sécher. Le sous-produit (peau, queue, tête, arêtes, viscères) est utilisé comme aliment pour animaux ou comme engrais sur le terrain. Un centre important pour la production de ketiakh est Mbour.